# Фердинанд Йоахим фон Траутмансдорф-Вайнсберг
Фердинанд Йоахим фон Траутмансдорф-Вайнсберг (на немски: Ferdinand Joachim, 3.Reichsfürst von und zu Trauttmansdorff-Weinsberg) е 3. имперски княз на Траутмансдорф-Вайнсберг.

## Биография
Роден е на 11 юни 1803 година във Виена, Хабсбургска монархия. Той е най-големият син на 2. имперски княз Йохан фон Траутмансдорф-Вайнсберг (1780 – 1834) и съпругата му ландграфиня Елизабет Мария Филипина фон Фюрстенберг-Вайтра (1784 – 1865), дъщеря на ландграф Йоахим Егон фон Фюрстенберг-Вайтра (1749 – 1828) и графиня София Мария Тереза Валбурга фон Йотинген-Валерщайн (1751 – 1835). Внук е на външния министър 1. княз Франц Фердинанд фон Траутмансдорф-Вайнсберг (1749 – 1827) и графиня Мария Каролина фон Колоредо-Мансфелд (1752 – 1832).
През 1852 г. Фердинанд Йоахим фон Траутмансдорф-Вайнсберг става рицар на австрийския Орден на Златното руно.
Умира на 31 март 1859 година във Виена на 55-годишна възраст.

## Фамилия
Фердинанд Йоахим фон Траутмансдорф-Вайнсберг се жени на 17 юли 1841 г. във Виена за принцеса Анна фон Лихтенщайн (* 28 август 1820, Виена; † 17 март 1900, Виена), дъщеря на княз Карл Боромеус Франц Антон фон Лихтенщайн (1790 – 1865) и графиня Франциска Мария фон Врбна-Фройдентал (1799 – 1863). Те имат децата:
- Мария Анна Франциска (* 25 март 1843, Виена; † 15 януари 1925, Моравия), омъжена на 5 септември 1864 г. в Обервалтерсдорф за граф Виктор Паул Антон Хорински фрайхер фон Ледске (* 7 август 1838, Виена; † 22 януари 1901, Опатия)
- Франциска (* 25 юни 1844, Обер-Валтерсдорф; † 10 февруари 1898), омъжена на 11 април 1864 г. във Виена за граф Ервайн фон Шьонборн-Буххайм (* 7 ноември 1842, Шьонборн; † 20 януари 1903, Шьонборн), син на граф Карл фон Шьонборн-Буххайм (1803 – 1854)
- Карл Йохан Непомук Фердинанд фон Траутмансдорф-Вайнсберг (* 5 септември 1845, Обер-Валтерсдорф; † 9 ноември 1921, Бишофтайнитц), 4. имперски княз на Траутмансдорф-Вайнсберг, женен на 26 април 1869 г. във Виена за маркграфиня Йозефина Палавичини (* 22 януари 1849; † 14 юли 1923)
- Мария (* 21 април 1847; Виена; † 1 април 1876, Унгария), омъжена на 21 октомври 1868 г. за Пал Естерхази де Галанта (* 21 март 1843; † 22 август 1898)
- Йохан (* 11 юни 1848; † 7 февруари 1852)
- Тереза (* 17 май 1852, Виена; † 7 септември 1914, Виена), омъжена на 11 юни 1872 г. във Виена за граф Ото Еренрайх III фон Абеншперг-Траун (* 23 септември 1848; † 12 февруари 1899)
- Фердинанд (* 7 декември 1855, Виена; † 4 февруари 1928, Моравия), женен на 4 септември 1893 г. във Виена за Берта Фишер (* 5 март 1870, кантон Берн, Швейцария; † 23 януари 1956, Офенбах на Майн)
- София (* 19 юли 1859, Обервалтерсдорф, Долна Австрия; † 17 август 1898, Томасвалдау), омъжена на 15 август 1886 г. във Виена за граф Йоханес Антон фон Оперсдорф (* 26 октомври 1858, Силезия; † 23 ноември 1943, Томасвалдау)

## Галерия
- Княжеският герб на фон Траутмансдорф на палат Траутмансдорф, Виена
- Палат Траутмансдорф на „Винер Херенгасе“ 21, Виена
- Замъкът по-късно дворец Траутмансдорф до град Мерано